# Cerkiew Narodzenia św. Jana Chrzciciela w Wisaginii
Cerkiew Narodzenia św. Jana Chrzciciela – prawosławna cerkiew parafialna w Wisaginii, w dekanacie wisagińskim eparchii wileńskiej i litewskiej Rosyjskiego Kościoła Prawosławnego.

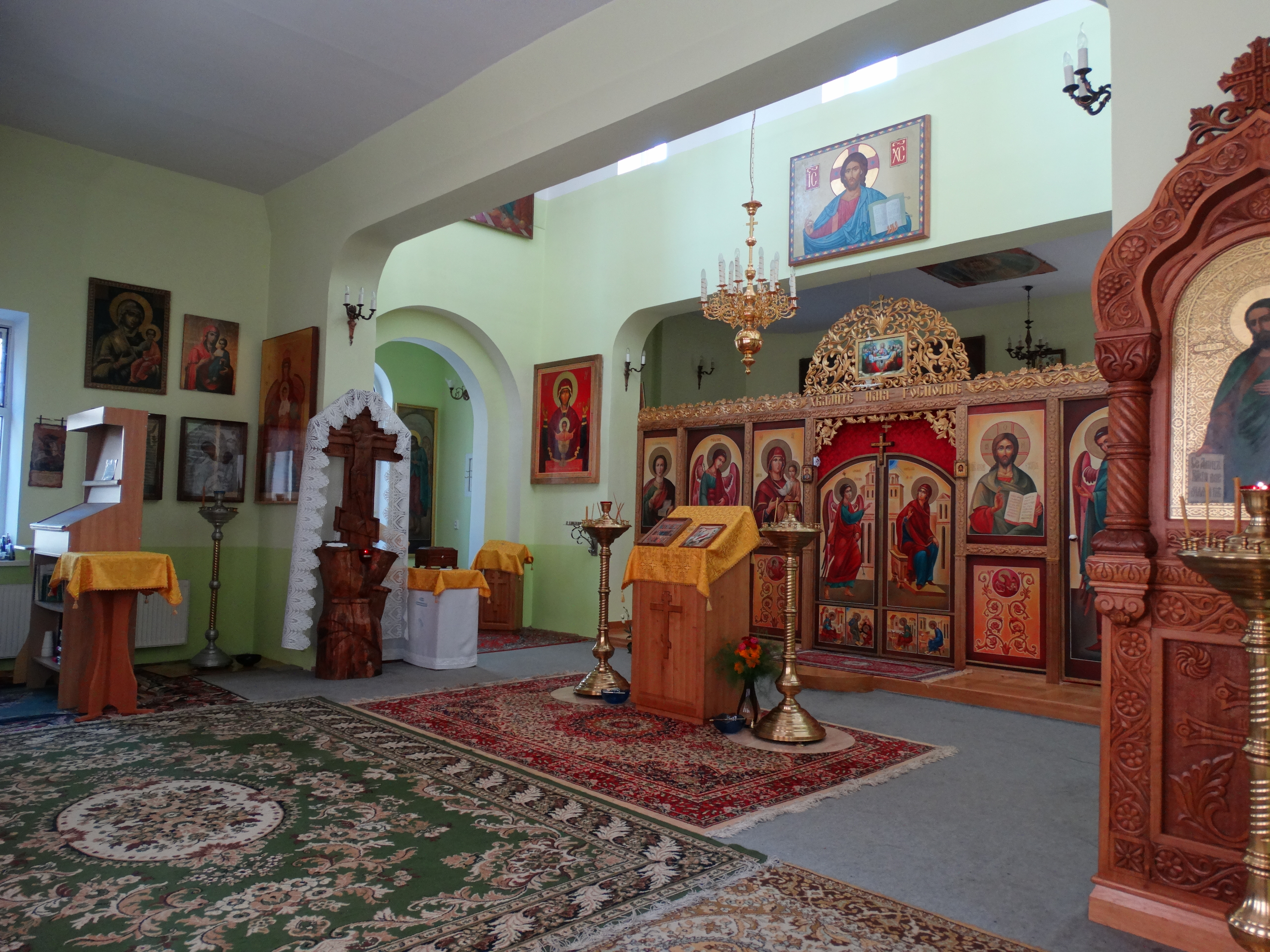
Wnętrze cerkwi

Cerkiew mieści się przy alei Sedulinos, w budynku przekazanym parafii w 1991 przez Ignalińską Elektrownię Jądrową i zaadaptowanym na potrzeby liturgii prawosławnej. Pierwsze nabożeństwo w świątyni odprawiono 7 lipca 1991. W 1992 cerkiew została konsekrowana przez arcybiskupa wileńskiego i litewskiego Chryzostoma. Dzięki wsparciu eparchii, obiekt wyremontowano. 16 października 2021 r. cerkiew została ponownie poświęcona przez biskupa trockiego Ambrożego.
Budowla z czerwonej cegły, dwukondygnacyjna, z kopułą na dachu. Wewnątrz znajduje się ikonostas.